# Thymus tschernjajevii
Thymus tschernjajevii là một loài thực vật có hoa trong họ Hoa môi. Loài này được Klokov & Desjat.-Shost. miêu tả khoa học đầu tiên.